# 王纪年
王纪年（1949年—），北京市人，汉族，中华人民共和国政治人物、第十一届全国人民代表大会河南地区代表。
毕业于中央党校经济学专业，是中共党员。担任许继集团有限公司董事长。2008年起担任全国人大代表。